# Наскент
Наскент (дарг. Няскунт, Няскент) — село в Левашинском районе Дагестана.
Образует сельское поселение село Наскент как единственный населённый пункт в его составе.

## Население
| 1888  | 1895  | 1926  | 1939  | 1959  | 1970  | 1989  |
| ----- | ----- | ----- | ----- | ----- | ----- | ----- |
| 1065  | ↘1012 | ↘956  | ↗996  | ↘905  | ↗1069 | ↗1076 |
| 2002  | 2010  | 2012  | 2013  | 2014  | 2015  | 2016  |
| ↗2523 | ↗2949 | ↗2986 | ↗3025 | ↗3059 | ↗3088 | ↗3142 |
| 2017  | 2018  | 2019  | 2020  | 2021  | 2023  | 2024  |
| ↗3216 | ↗3264 | ↗3311 | ↗3381 | ↘3254 | ↗3308 | ↗3354 |
| 2025  |       |       |       |       |       |       |
| ↗3401 |       |       |       |       |       |       |

В 1886 году в селе проживало 1065 человек.
Основное занятие жителей – выращивание капусты, некоторые занимаются откормом крупного рогатого скота, содержат небольшое молочное стадо.
Земли в Наскенте розданы по паям, и для большинства жителей села эти угодья – единственный источник заработка.

## География
Расположено в 5 км к югу от села Леваши на реке Халагорк. Рядом находятся сёла Хасакент, Эбдалая, Какамахи.

## История
Уже в каменный век территория Левашинского района была заселена людьми: здесь найдены каменные орудия труда, относящиеся к мезолиту, неолиту и энеолиту. На территории района найдены и обследованы памятники материальной и духовной культуры Кавказской Албании – это каменные таблички и обломки с вырезанным алфавитом и надписями, сделанными албанским шрифтом.
Район расположен в самом центре Дагестана, из-за чего население всё время было в гуще военных и политических событий.
Наскент был основан выходцами из села Акуша.
В средние века и позднее, вплоть до присоединения Дагестана к России в 19 веке, территория района входила в состав Федерации вольных обществ Акуша-Дарго, а также феодальных владений: Тарковское шамхальство, Хунзахское нуцальство, Мехтулинское ханство и другие.
23 июня 1844 года в ходе Кавказской войны царские войска для подавления антироссийского восстания в Акуша-Дарго сделали ночной привал около Наскента. Как пишут русские источники, «всюду, куда ни приходили наши войска, они встречали одни только опустевшие аулы и в наказание жителей жгли их жилища и косили пшеницу для лошадей; солдаты разрывали ямы, находившиеся на полях, но в них находили только самую бедную домашнюю утварь. Часто являвшиеся в лагерь лазутчики доносили, что весь край оставлен жителями: часть их уведена Шамилём, а часть разбежалась по окрестным горам».
27 июня солдаты проведи съёмку окрестностей селения, чтобы впоследствии построить здесь военное укрепление на один батальон для удержания района от очередных восстаний.
5 марта 1845 года генерал-майор князь Кудашев в отрядом расположился у Наскента, на следующий день к нему присоединился князь Орбелиани, чтобы арестовать акушинского кадия Мухаммада, убившего 26 февраля царского пристава майора Оленича.
После сражения у Кутишей, 17 октября русский отряд перешёл в Наскент, куда позднее прибыли акушинские старейшины для переговоров и обсуждения наказания восставших.
10 сентября 1848 года князь Аргутинский с царскими войсками форсированным маршем прошёл через Наскент, двигаясь в аул Ахты, где впоследствии князь нанёс поражение имаму Шамилю в битве за Ахты.
С конца февраля 1854 года в Наскенте и Уллу-ая были сосредоточены множественные отряды российских солдат с целью противостояния воинам Северокавказского имамата и дальнейшего продвижения войск к Уркараху, где усиленно развивался мюридизм и антироссийские настрои.  
В августе 1873 года через село проехал русский путешественник Владимир Вилльер де Лиль-Адам. Он отмечал: «Наскент, красиво расположенный на холме».  
Некоторые военные действия Малого Газавата — восстания в Дагестане и Чечне 1877 года — непосредственно коснулись села. 10-11 сентября 1877 года отряды повстанцев из Наскента, а также Согратля, Кумуха, Акуши, Цудахара, Мекеги, Карамахи, Кака-махи и Кутиша выступили к аулу Леваши, где располагались царские силы, но потерпели поражение от полковника Тер-Арсатурова. Полковник Томкеев пишет:
«Видя малочисленность наших сил, мятежники решили во что бы то ни стало раздавить наш небольшой, но стойкий отряд. Сильные скопища горцев снова появились на кутешинских высотах, а также со стороны сел Каки-Махи, Наскента и Мекеге, которые в числе более 4-х тыс. человек, охватили колонну со всех сторон». «Считая себя обеспеченным со стороны Кутешей, полковник Тер-Асатуров переманил тогда фронта боевого расположения к стороне Наскента и Мекеге. Мятежники, действуя в разброд и неся значительный потери и здесь не устояли против молодецкого натиска наших войск, рассеялись по оврагам и затем ушли в горы».
В конце XIX — начале XX века некоторые наскентцы принимали участие в мухаджирстве северокавказцев в Османскую империю. Житель Наскента Ногай, сын Омара, по своей воле уехавший в 1905 году в Турцию якобы на учёбу, не смог поступить в учебное заведение и нанялся работником в мучной магазин, где и батрачил до своего возвращения в родное село через 6 лет. 
В 1890 году в журнале «Нива» Наскент описывался следующим образом:  
Читатель по самой фотографи может судить об его обстановке: скалы, камни, утесы: растительности очень мало; сакли разбросаны кое-где и как попало. Спросят, чем же эти люди живут, и какова их культура? На это мы ответим, что аул Наскент, в котором считается 924 души обоего пола расположен на истоке реки Гуден-Озень: она на фотографии видна и находится в глубине ущелья. По берегам её и возникла местная культура. Тут человек искусственно создал почву из навоза и земли нанесенной с разных мест горстями. На этих, так сказать, парниках и держится вся культура идёт сравнительно очень далеко: хлебные растения, овощи, плодовые деревья, вы всё тут найдёте
Природа аула описывается как чрезвычайно суровая, лета непродолжительное, горы заносятся снегом. Трудолюбивые жители, помимо земледелия, занимались выделкой кожи, сафьяна, бурок, некоторые изготавливали оружие, в особенности прекрасные клинки. Для промысла торговцы ездили в Петровск, Темир-Хан-Шуру и другие города. Наскентцы, как пишет автор, «отличаются замечательною честностью, умеренностью и выносливостью».
В годы СССР в ходе антирелигиозной пятилетки и коллективизации, в Наскенте проходили массовые возмущения. Усилилось преследование духовенства по надуманным обвинениям в сопротивлении политике Советской власти и подрывной деятельности. Болезненно в Дагестане проходило изъятие вакуфов, сопровождавшееся повсеместно сопротивлением, а в ряде мест открытыми выступлениями верующих горцев против этих мер государства. Для их успокоения Даргинский окрисполком направил в Наскент помощника начальника милиции и 3 милиционеров. Они потребовали на сходе все вакуфное имущество передать крестьянскому комитету. Но собравшиеся отказались выполнить их требование. Были арестованы 14 человек. На другой день в райцентр с. Леваши собрались 200 человек с требованием освобождения арестованных. Лишь после долгой разъяснительной работы удалось уговорить собравшихся разойтись, и передать вакуфы крестьянскому комитету. 

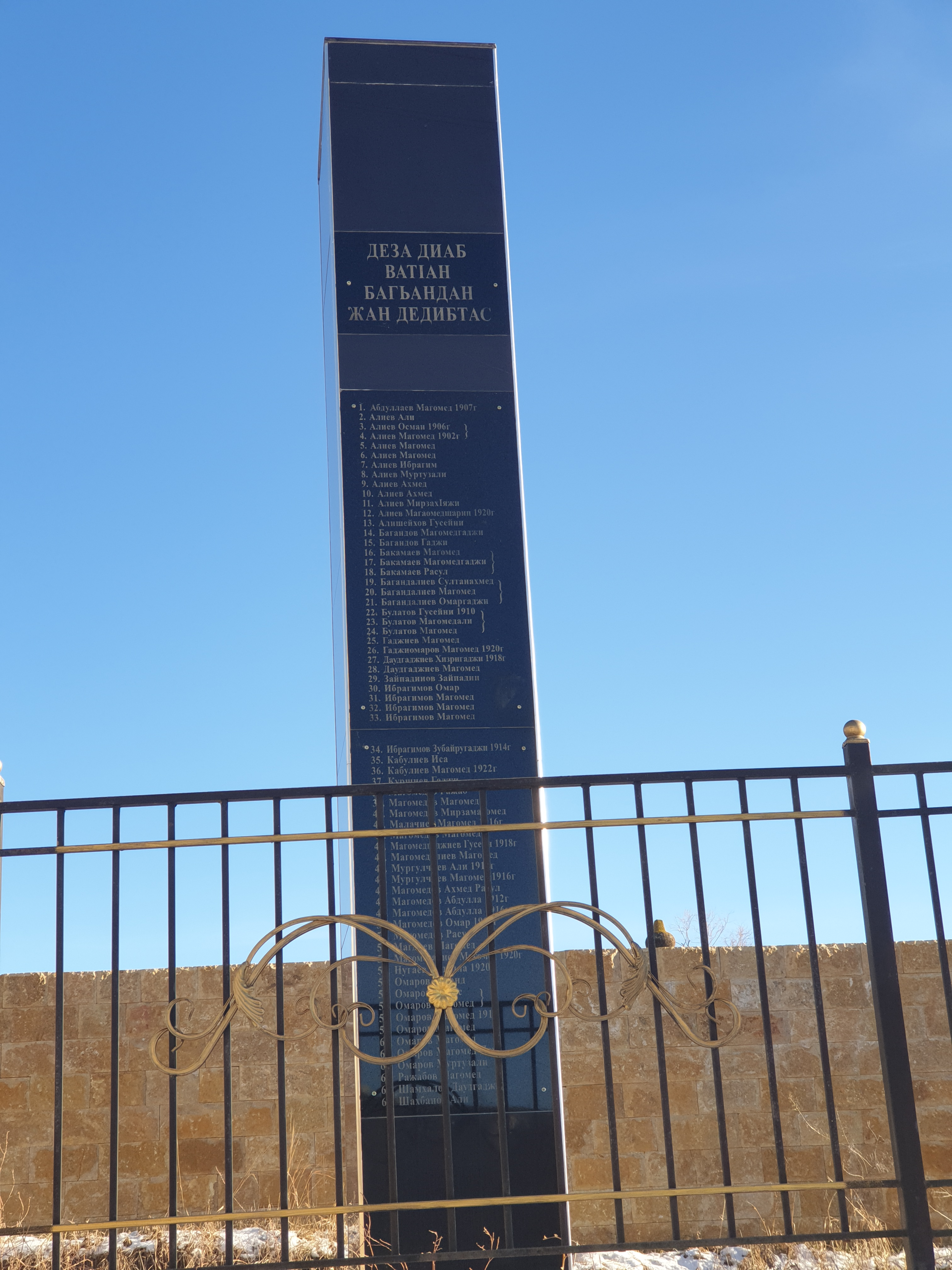
Памятник погибшим наскентцам в Великой Отечественной войне

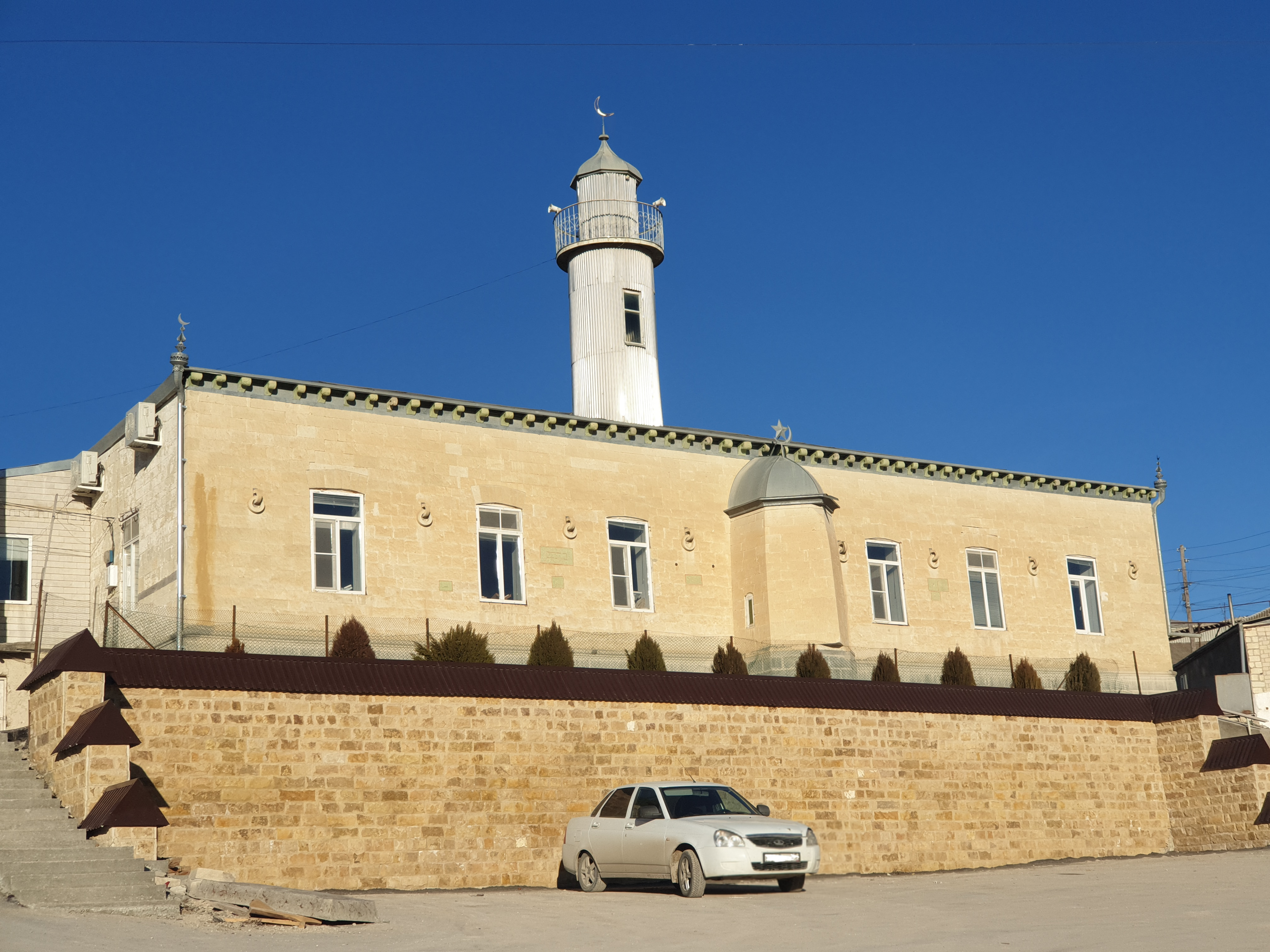
Наскентская джума-мечеть1880-х годов строительства

В ходе Великой Отечественной войны из селения постепенно ушло большинство мужчин, треть из них умерли, другие возвращались только по инвалидности или по болезни. Селение собрало в помощь фронту 30 000 рублей деньгами, 30—40 тонн зерна, по 40 пар перчаток и носков, 200 килограммов шерсти, 10 овчинных шуб и много всевозможной посуды для воинских частей и госпиталей.
После Битвы за Сталинград среди тех, кто изъявил желание принять участие в восстановлении Сталинграда была 16-летняя Патимат Мамаева — уроженка Наскента. За ударную работу, проявленную при восстановлении Сталинграда, П. Мамаева была награждена медалью «За доблестный труд в Великой Отечественной войне 1941—1945 гг.». 

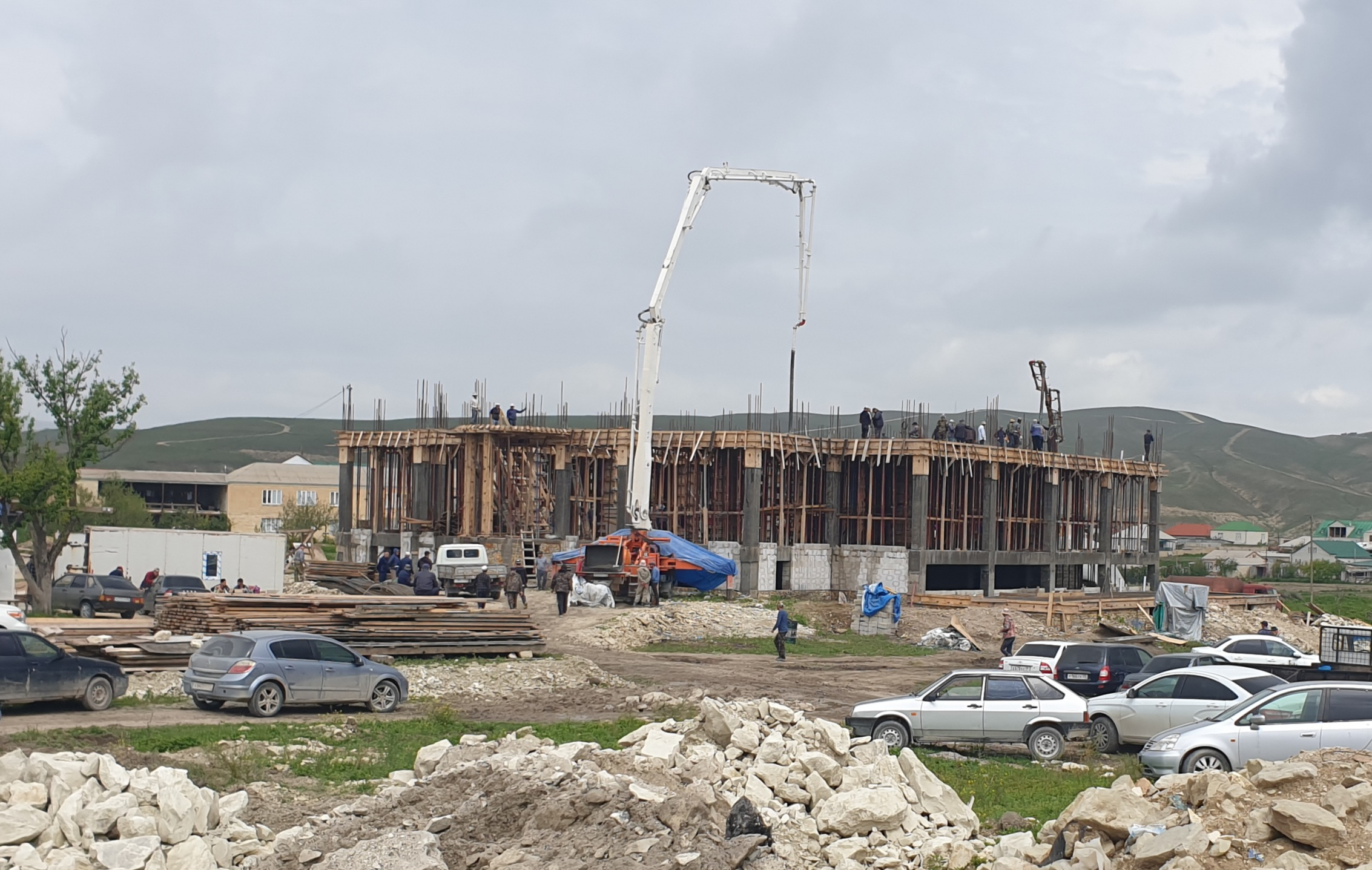
Строительство сельчанами новой джума-мечети. 2023 год

В IV квартале 1945 года сельсовет получил переходящее Красное знамя СНК ДАССР и обкома партии за то, что обеспечил выполнение плана по развитию животноводства всех видов на 109%, озимому севу — на 107%, подъёму зяби — на 157%, и за досрочное выполнение государственных поставок и мобилизацию средств.

## Этимология
Окончание кент происходит из даргинского кунт — это элемент, придающий просто собирательный смысл — жители селения (Лаваша-кунт — жители села Леваши). Даргинское кунт в официальных документах превратилось в тюркское кент («село») из-за тесных связей русских с кумыками, от которых они усваивали многие названия.

## Улицы

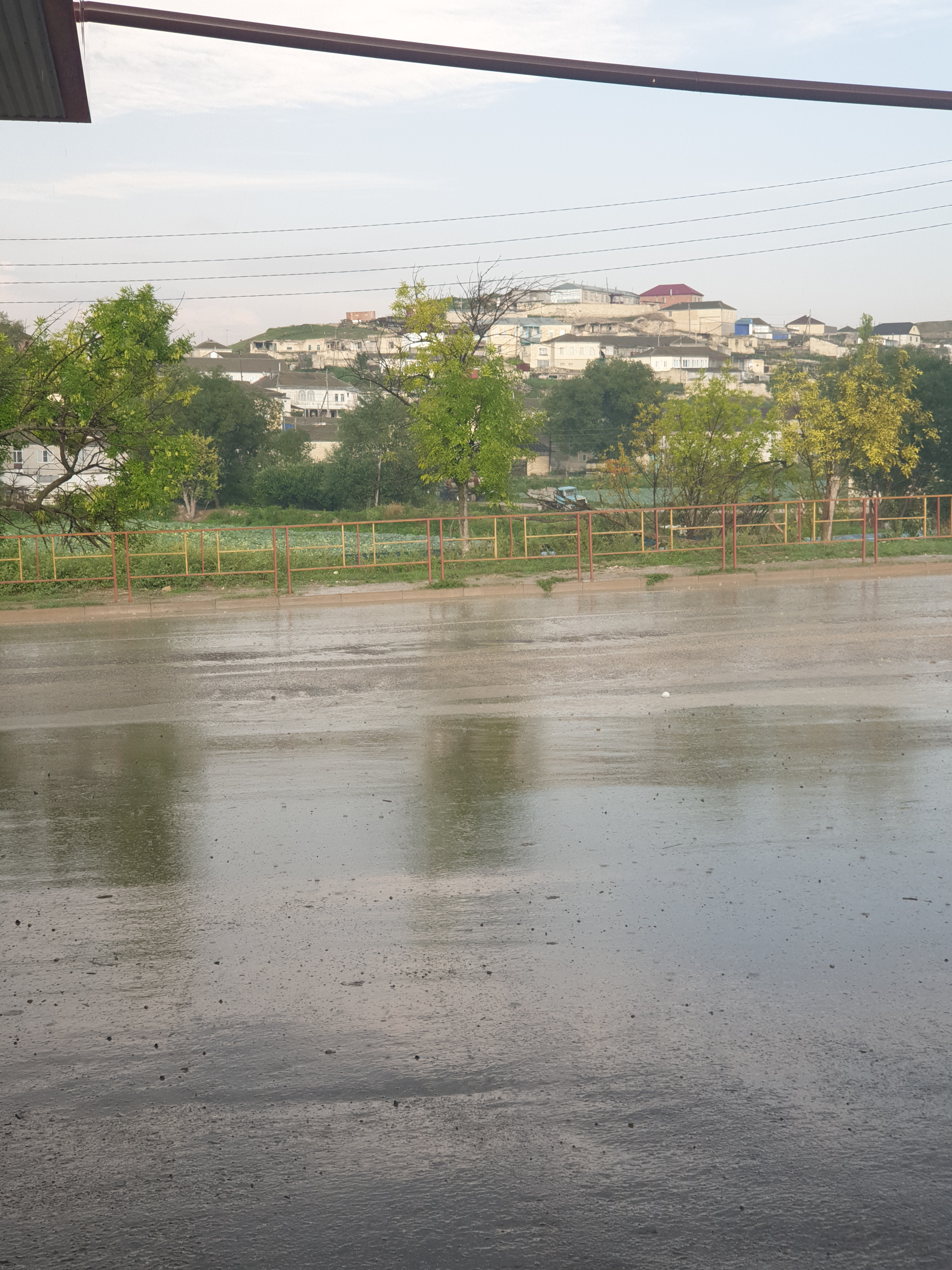
Центральная трасса

Улицы села:
| - 1-я линия - 2-я линия - 3-я линия - 4-я линия - 5-я линия - 6-я линия - 7-я линия - 8-я линия - 9-я линия - 10-я линия | - 11-я линия - 12-я линия - 13-я линия - 14-я линия - 15-я линия | - Абакаргаджи Муртузалиева - Абдула Ярбаева - Али Мургулчиева - Али шахбанова - Баганда Омарова - Братьев Багомедалиевых - Братьев Бакамаевых - Братьев Булатовых - Гаджи Куршиева - Гусена Алишейхова | - Даудгаджи Шамхалова - Магомеда Ахмедова - Магомеда Гаджиева - Магомеда Даудгаджиева - Магомеда Ибрагимова - Магомеда Кабулиева - Магомеда Магдиева - Магомеда Магомедалиева - Магомеда Мирзамагомедова | - Магомеда Ногаева - Магомедгаджи Багандова - Османа Алиева - Раджаба Мирзаева - Расула Даудова - Расула Даудова |  |